# Albrecht Bähnisch
Albrecht Bähnisch (* 23. Oktober 1900 in Kreuzburg; † Februar 1943 bei Charkow vermisst) war ein preußischer Landrat (SPD).
Er wurde als sechstes Kind von Elisabeth Else Johanna geb. Altmann (* 14. August 1863; † 23. April 1946 in Demmin) und Alfred Bähnisch (* 30. Mai 1856) geboren.
Bähnisch schlug die Verwaltungslaufbahn ein und wurde Regierungsreferendar beim preußischen Innenministerium in Berlin. 1927 heiratete er Dorothea Nolte, mit der er 1930 nach Merseburg zog, wo er Landrat des Kreises Merseburg wurde. 1931 und 1933 folgte die Geburt einer Tochter und eines Sohnes. 1933 wurde er von der Nationalsozialisten seines Amtes enthoben, daher kehrte er mit seiner Familie nach Berlin zurück. 1939 wurde Bähnisch zum Wehrdienst einberufen. Seit 1943 wird er an der Ostfront vermisst.